# Michorowo
Michorowo (dawniej: niem. Micherau) – osada w Polsce położona w województwie pomorskim, w powiecie sztumskim, w gminie Sztum, nad rzeczką Postolińska Struga, potocznie nazywaną "Bachą" bądź "Baszą".
W latach 1975–1998 miejscowość administracyjnie należała do województwa elbląskiego.

## Historia
Nazwa Michorowo pojawiła się po raz pierwszy w opisie granicy wsi w dokumencie dla Postolina z 1295 r. (Gut Michelins). W 1406 w dokumentach wspomniany został Jacob von Mikosch, czyli Jakub Michors z Michorowa.
W 1483 r. posiadają Michorowo bracia Lawe (Lewe). Na początku XVI w. przejmuje dobra Schmoltz Zubrzyc, który odtąd każe się nazywać Michorowskim. W latach 1700 – 1800 majątek posiadali: Kruszyński, Wilczewski, Kochanowski, Chrząstowski, Orłowski. Pod koniec XIX wieku właścicielem Michorowa była rodzina Wałdowskich.

## Charakterystyka
Niewielka liczba mieszkańców Michorowa pracuje w pobliskim zakładzie rolnym, a pozostali dojeżdżają do pracy do Sztumu, Kwidzyna i Prabut.
W centralnej części tej niewielkiej miejscowości mieści się zabytkowy dworek, należący niegdyś do rodziny Dominirskich, historycznych działaczy Ziemi Sztumskiej.